# Ким (Колорадо)
Ким (енгл. Kim) град је у америчкој савезној држави Колорадо.

## Демографија
По попису из 2010. године број становника је 74, што је 9 (13,8%) становника више него 2000. године.
| Група             | 2000.      | 2010.      |
| Белци             | 55 (84,6%) | 53 (71,6%) |
| Афроамериканци    | 0 (0,0%)   | 0 (0,0%)   |
| Азијати           | 0 (0,0%)   | 0 (0,0%)   |
| Хиспаноамериканци | 10 (15,4%) | 20 (27,0%) |
| Укупно            | 65         | 74         |